# 알모가바르

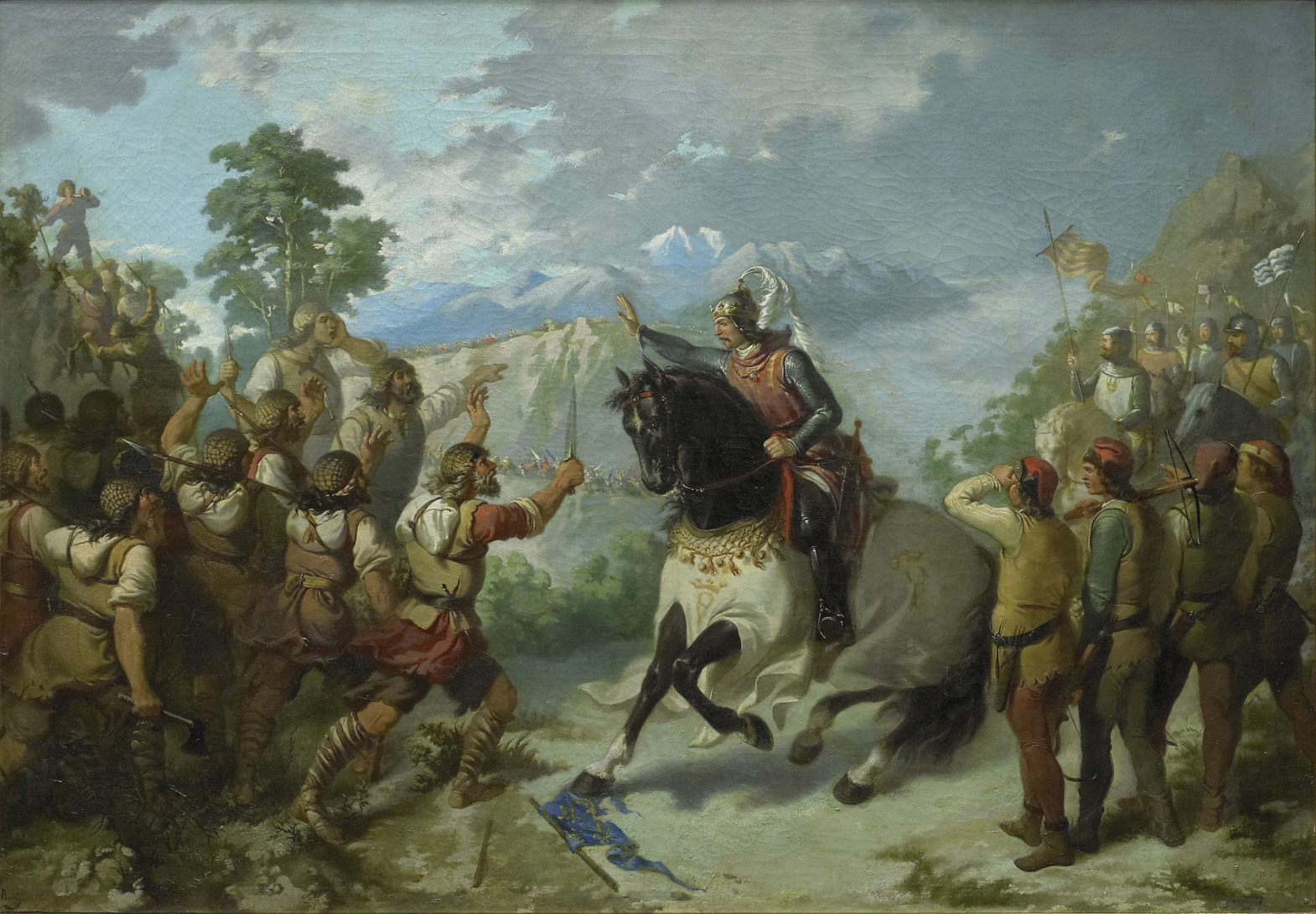
파니차 고개 전투 당시 아라곤 국왕 페로 3세 대왕과 그의 알모가바르들.

알모가바르(스페인어: almogávar, 카탈루냐어: almogàver, 포르투갈어: almogávare)는 레콩키스타 후반기에 이베리아반도의 기독교 왕국들에서 운영했던 병종이다. 알모가바르는 경무장한 고속 보병으로, 아라곤 왕국, 카탈루냐 후국, 발렌시아 왕국, 카스티야 왕국, 포르투갈 왕국에서 운용되었다. 전원지대, 삼림지대, 산악지대의 농민, 양치기 출신들로 구성되었다. 이후 이탈리아, 그리스, 레반트 등지에서 용병으로 고용되었다.